# Vitéz Kötés

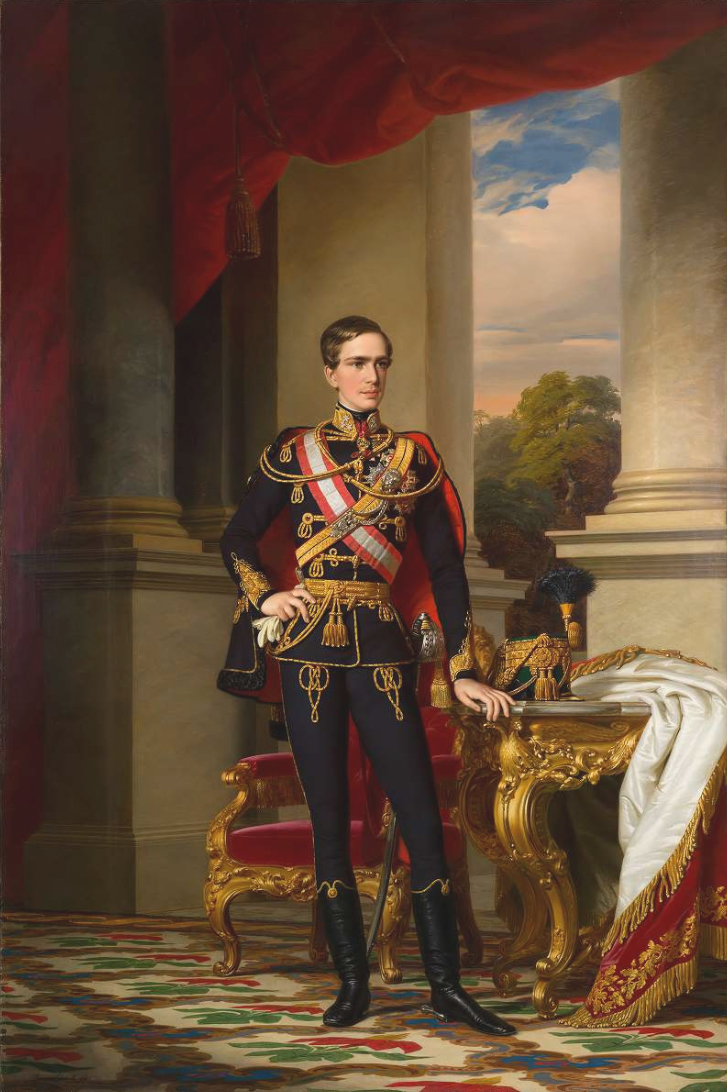
Kaiser Franz Joseph I., in verschnürter Attila und Hose

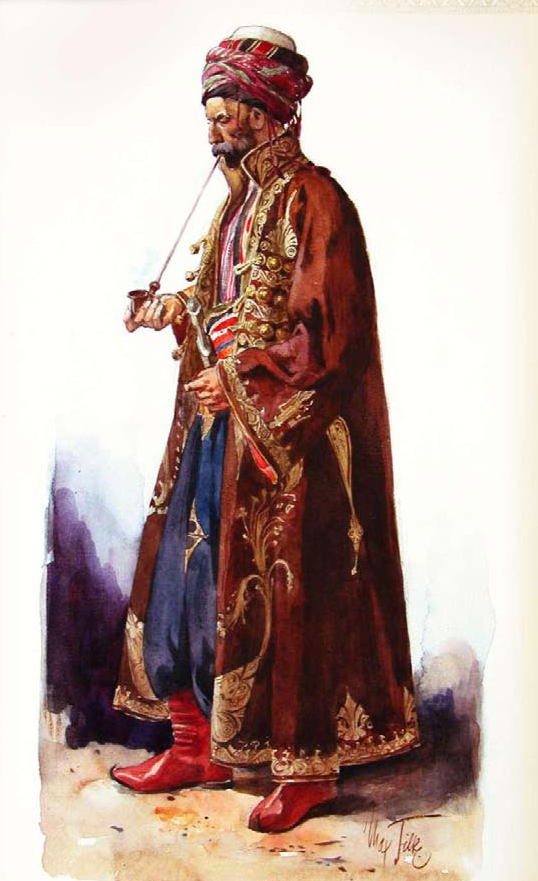
Kurde, im mit Knoten-Stickereien verzierten Kaftan

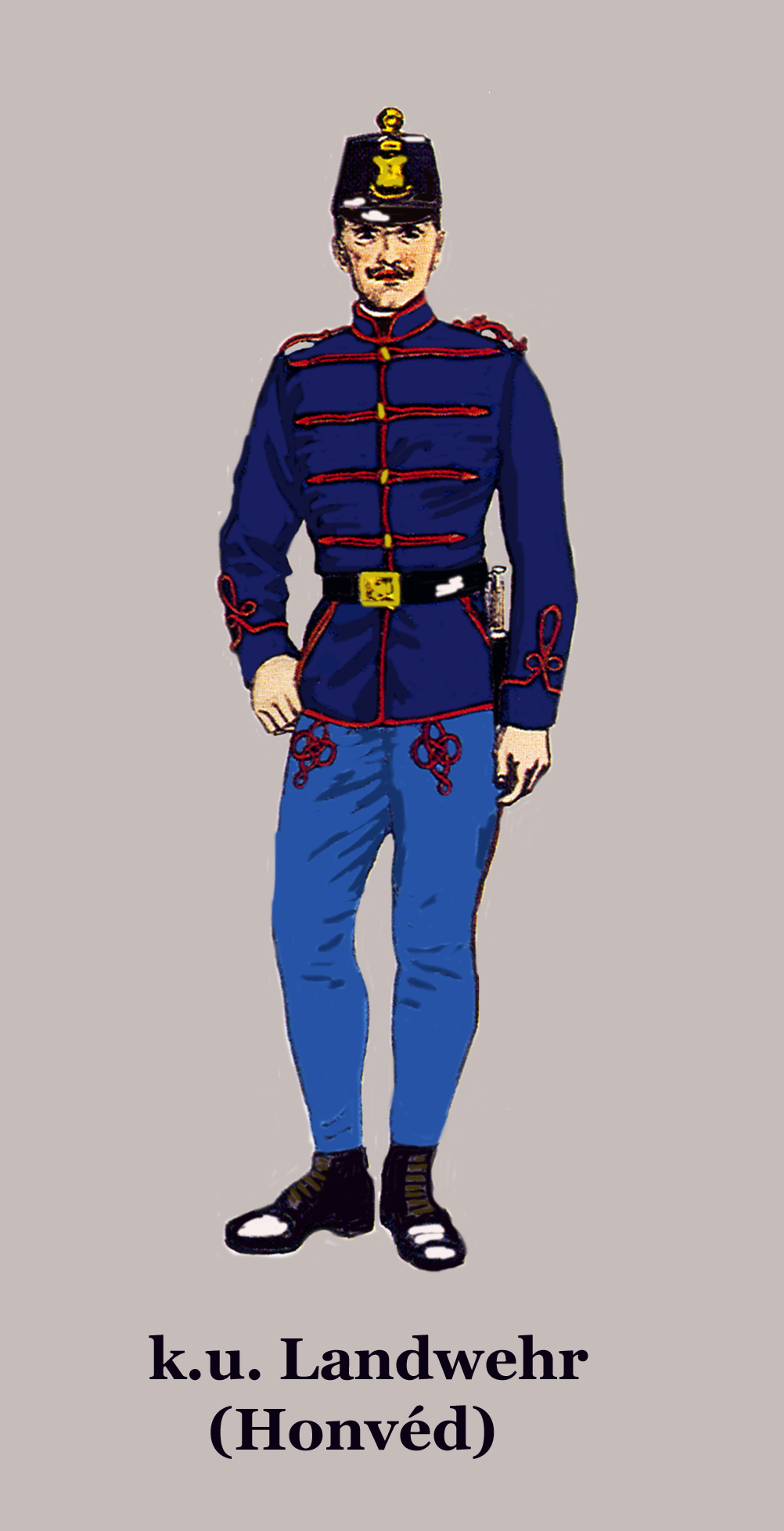
Honvéd-Infanterist (vor 1906)

Vitéz Kötés (auch Ungarischer Knoten, französisch nœud hongrois, englisch austrian knot, spanisch alamar) ist eine Zierschnur bzw. Zierstickerei, die meist an den Ärmelaufschlägen angebracht ist. Der Begriff stammt aus dem Ungarischen und bedeutet auf Deutsch etwa „Heldenschnur“. Ihr Ursprung liegt vermutlich in der ungarischen Nationaltracht. Mit der Verbreitung ungarischer Söldner hielt die Husarentracht ab Beginn des 18. Jahrhunderts in zahlreichen Heeren Europas Einzug. Noch heute sind „Ungarische Knoten“ in diversen Streitkräften Bestandteil der Repräsentationsuniformen.

## Geschichte
Größe und Form des Vitéz Kötés waren nicht standardisiert, sondern unterlagen dem individuellen Geschmack des Trägers sowie regional und zeitlich wechselnden Moden. „Ungarisch verschnürt“ waren typischerweise der Dolman (später die Attila), die Mente (auch „Pelz“ genannt) und die eng anliegenden Hosen.
Er schmückte bspw. die Uniformen deutscher und österreichisch-ungarischer Husarenregimenter, aber auch jene der Jäger zu Pferde des zweiten französischen Kaiserreichs sowie verschiedener Regimenter der britischen Kolonialtruppen (Madras Regiment). Auch die Offiziersuniform der Confederate States Army (CSA) war mit solchen, allerdings übergroßen, Schlingen verziert. Nach französischem Vorbild kennzeichnete in der CSA die Zahl der nebeneinander gelegten Schnüre die jeweilige Dienstgradgruppe: eine Schnur – Lieutenant/First Lieutenant, zwei Schnüre – Captain, drei Schnüre – Major bis Colonel, vier Schnüre – Generäle. Die Knotenschnüre reichten mitunter fast bis zur Schulternaht. Zeitweise trugen aber auch Unionsoffiziere, wie George Armstrong Custer, eine mit austrian knots verzierte Uniform.
Bis 1918 trugen neben den Husaren auch die ungarische Infanterieregimenter der Gemeinsamen Armee und der königlich ungarischen Landwehr den Vitéz Kötés auf den Oberschenkeln der Paradehose.

## Gegenwart
Vitéz Kötés finden sich noch heute an den Ausgeh-, Parade- oder Galauniformen diverser Streitkräfte Verwendung. Einheiten wie der King’s Troop, Royal Horse Artillery oder das dänische Gardehusarregimentet sind bei speziellen Anlässen komplett nach Husarenart uniformiert. Der Vitéz Kötés schmückt, an der Paradeuniform bestimmter Repräsentationseinheiten der ungarischen Armee, die Ärmelaufschläge und Kragenspiegel. In den französischen Streitkräften schmückt ein, je nach Rang, einfach bis vierfach gelegter nœud hongrois, aus Gold- oder Silberschnur, die Käppideckel der höheren Unteroffiziere (Adjudants), Offiziere und Generale.

## Unterschied zwischen Vitéz Kötés und Alamar(o)
Der in Spanien, Portugal und Italien für ungarische Knoten verwendete Begriff alamar bzw. alamaro stammt aus dem Arabischen und bedeutet ursprünglich etwa „Goldschnur-“ oder „Goldband(-verzierung)“. Damit gemeint sein können quer über die Brust verlaufende Verschnürungen nach orientalischer oder Husarenart, aber auch, besonders im Spanischen, besonders verzierte Schulterbänder (als Vorläufer der Epauletten). Ebenso kann Alamares auf einen dem Vitéz Kötés sehr ähnlichen, (Zier-)Knoten aus Schnurgeflecht verweisen, wie er bspw. noch heute an orientalischer Bekleidung, etwa Kaftanen, zu finden ist. 
Ferner sind Alamar-Knoten aus Ledergeflecht auch unter Westernreitern als Dekor des Zaum- bzw. Vorderzeugs beliebt.

## Galerie

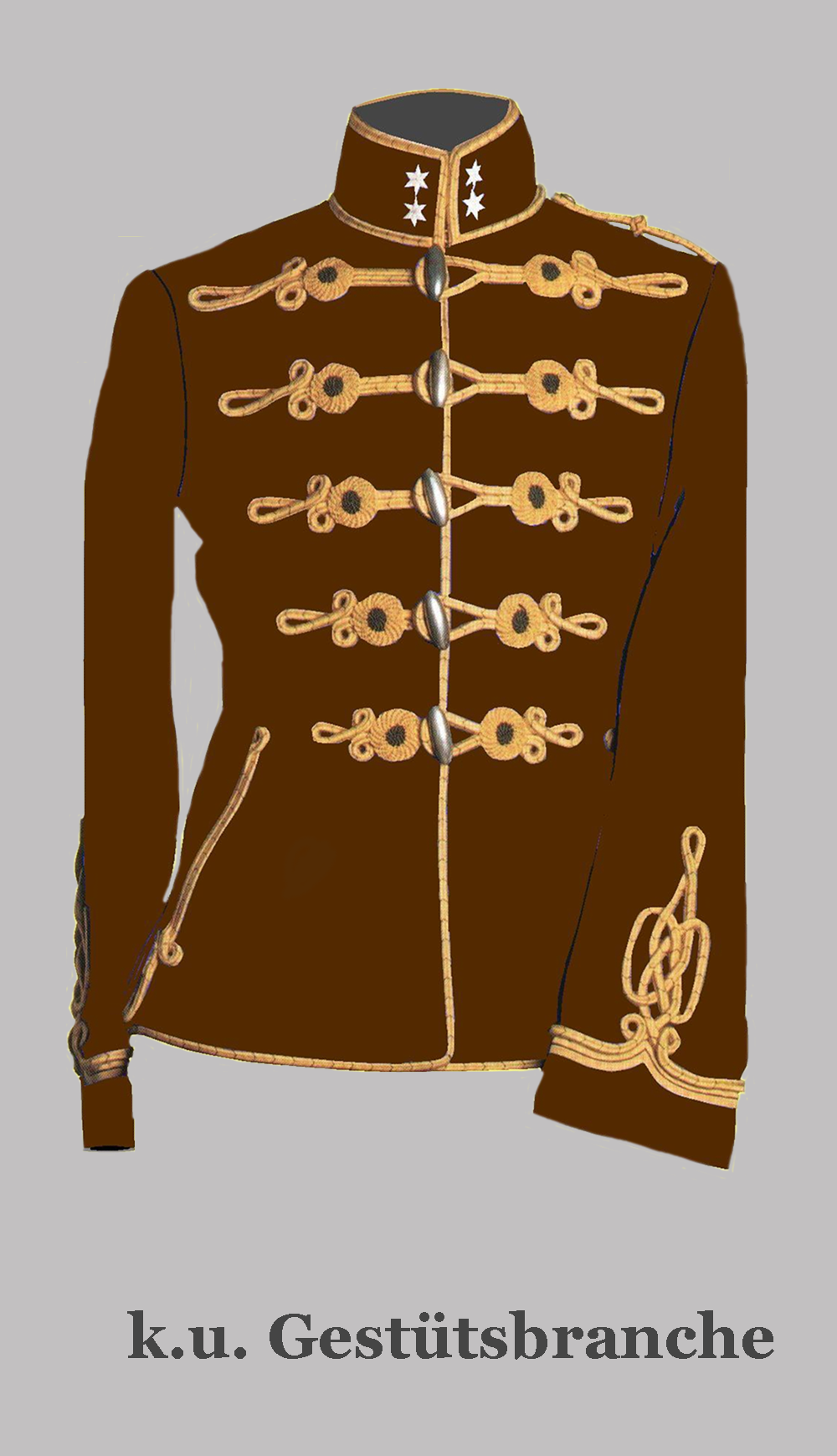
Vitéz Kötés in k.u.k. Ausführung
Ärmelaufschlag eines deutschen Husaren (Offizier)
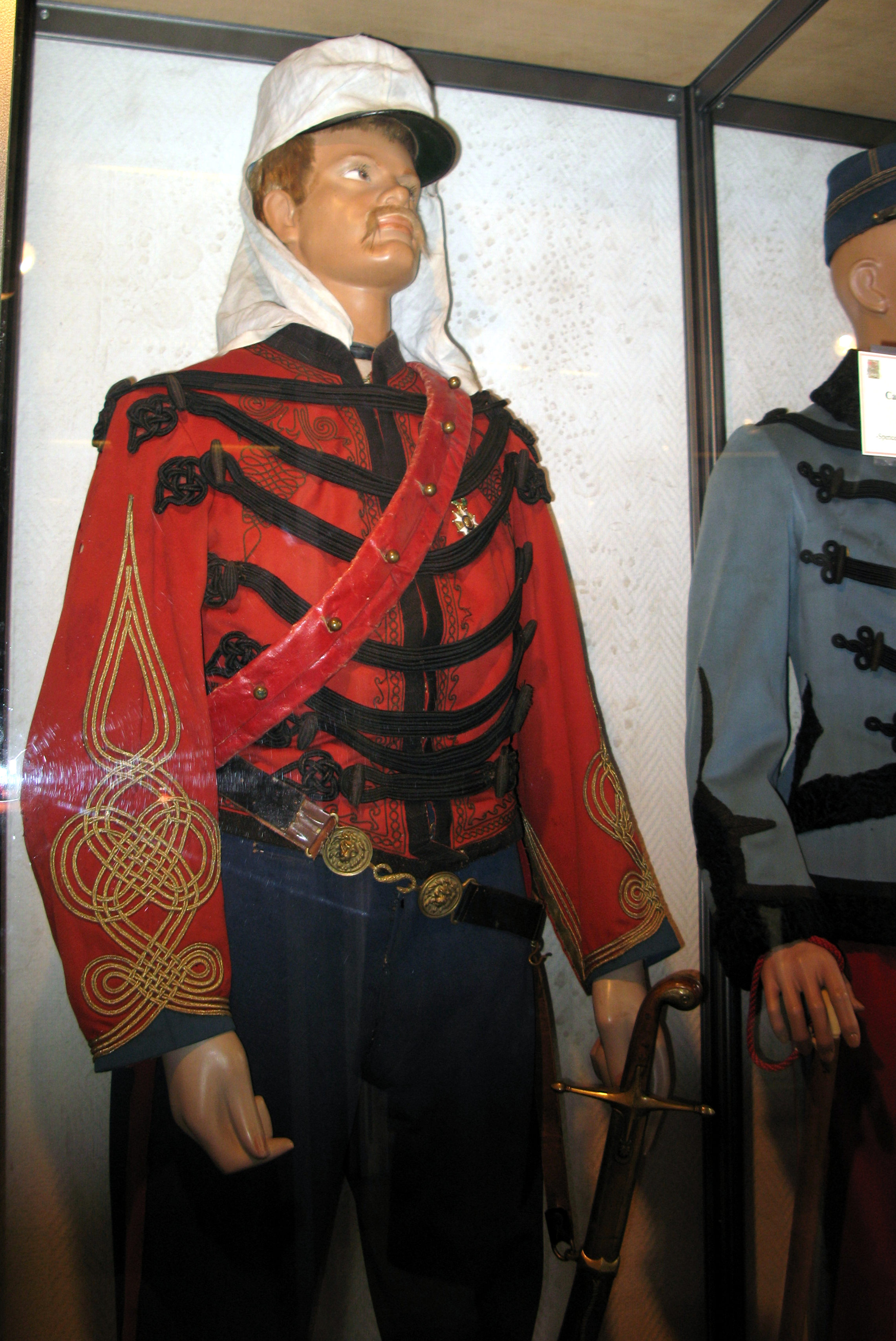
Capitaine (Hauptmann) der frz. Spahis
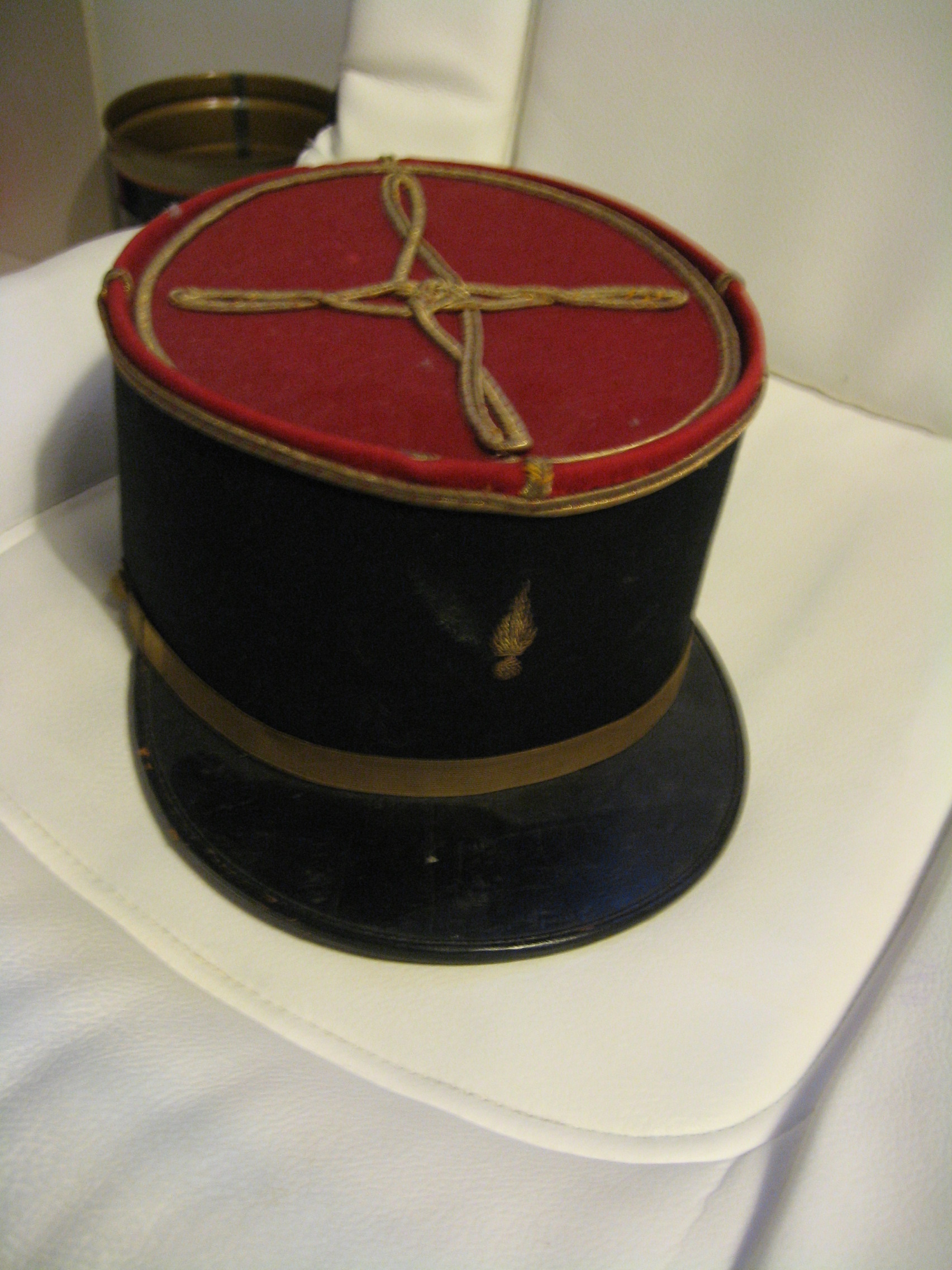
Képi eines frz. Adjutant-chef (Infanterie)
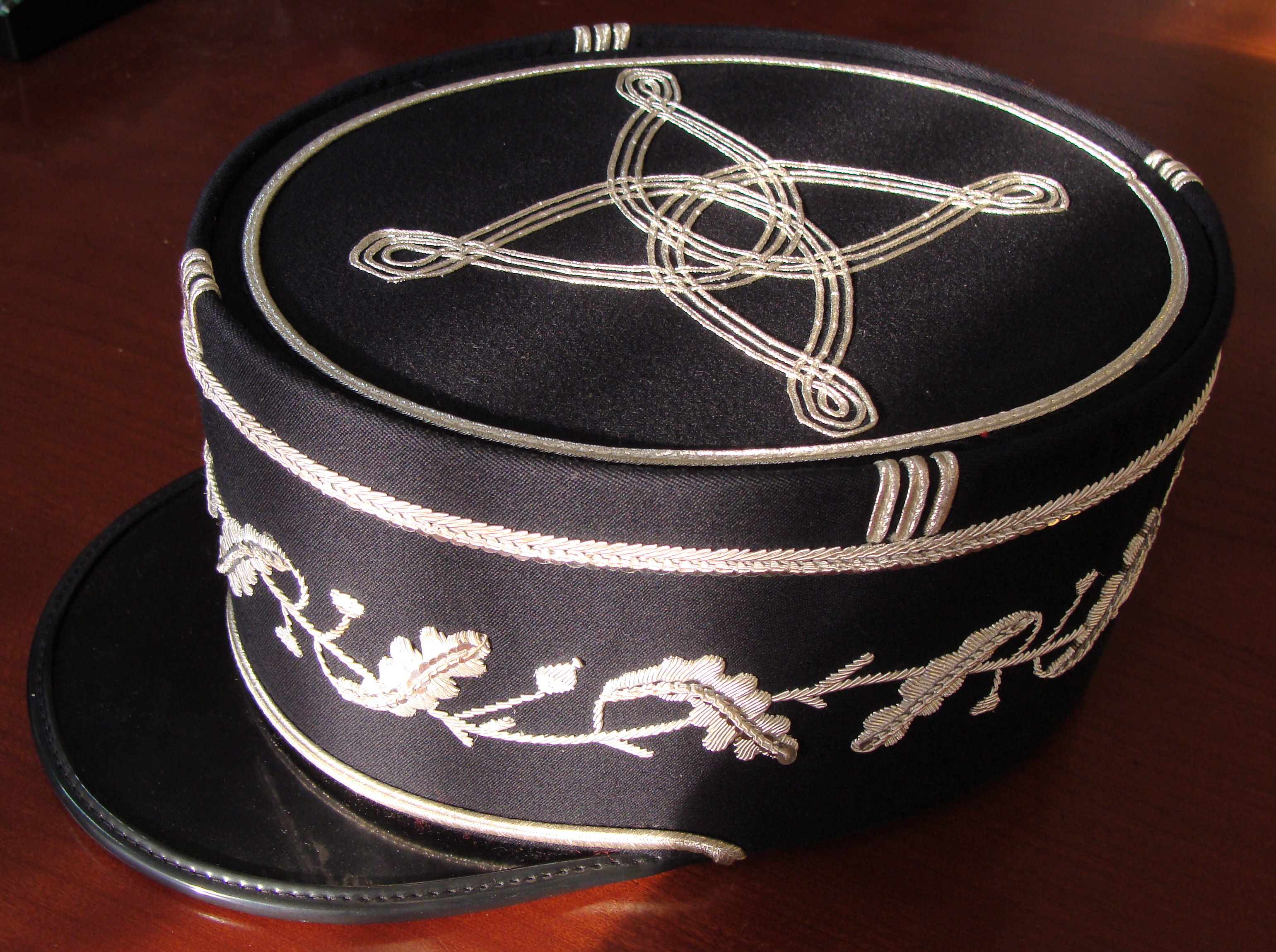
Képi eines Commissaire de police (Polizeirat/-oberrat; Képi bei der frz. Polizei nicht mehr in Tragung)